# August Kersten
August Kersten (* 23. August 1854 in Benkendorf; † 27. Januar 1914 in Minden; vollständiger Name: Johannes August Kersten) war ein deutscher Architekt des Historismus und zeitweise kommunaler Baubeamter.
Nach dem Besuch der Baugewerkschule Holzminden studierte Kersten ab 1876 an der Polytechnischen Schule Hannover unter Conrad Wilhelm Hase Architektur. Von 1892 bis 1910 arbeitete er als Stadtbaumeister in der Stadtverwaltung von Minden, anschließend bis zu seinem Tod 1914 dort als freier Architekt. In seinen frühen Bauten blieb Kersten der Neugotik der Hannoverschen Architekturschule verpflichtet, während er später den Stil der Neorenaissance bevorzugte.

## Bauten (Auswahl)
- 1889–1891: Umbau und Restaurierung der Kirche St. Martini in Minden
- 1889–1891: Wohnanlage des Spar- und Bauvereins Hannover in Hannover, Lister Straße / Franz-Bork-Straße / Waldstraße
- 1890–1892: Erweiterung und Turmbau der Laurentiuskirche in Rehme
- 1893: Erweiterung und Turmbau der Kirche St. Peter und Paul in Dankersen
- 1893–1895: Neubau der Evangelischen Kirche Lahde
- 1905: Kapelle auf dem Mindener Nordfriedhof
- 1906–1908: Stadttheater (in Zusammenarbeit mit Paul Kanold)[1]
- 1910: Altes Kreishaus des Kreises Minden (in Zusammenarbeit mit Paul Kanold)[2]
- 1911–1912: Wohnungsbau für den Beamten-Wohnungsverein für Hannover und Umgegend in Minden, Bismarckstraße / Hardenbergstraße / Moltkestraße

Bauten von Johannes August Kersten
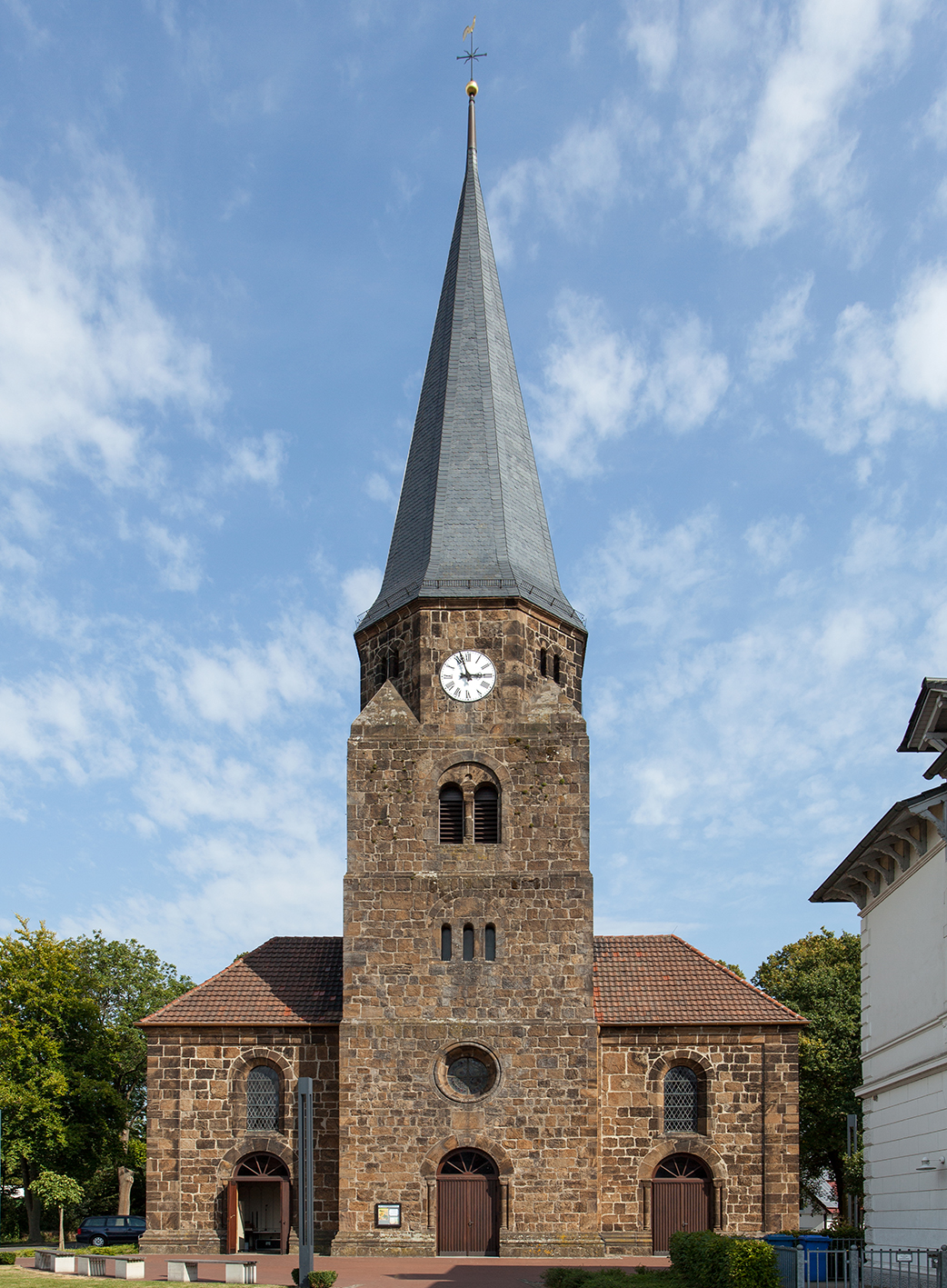
Laurentiuskirche in Rehme
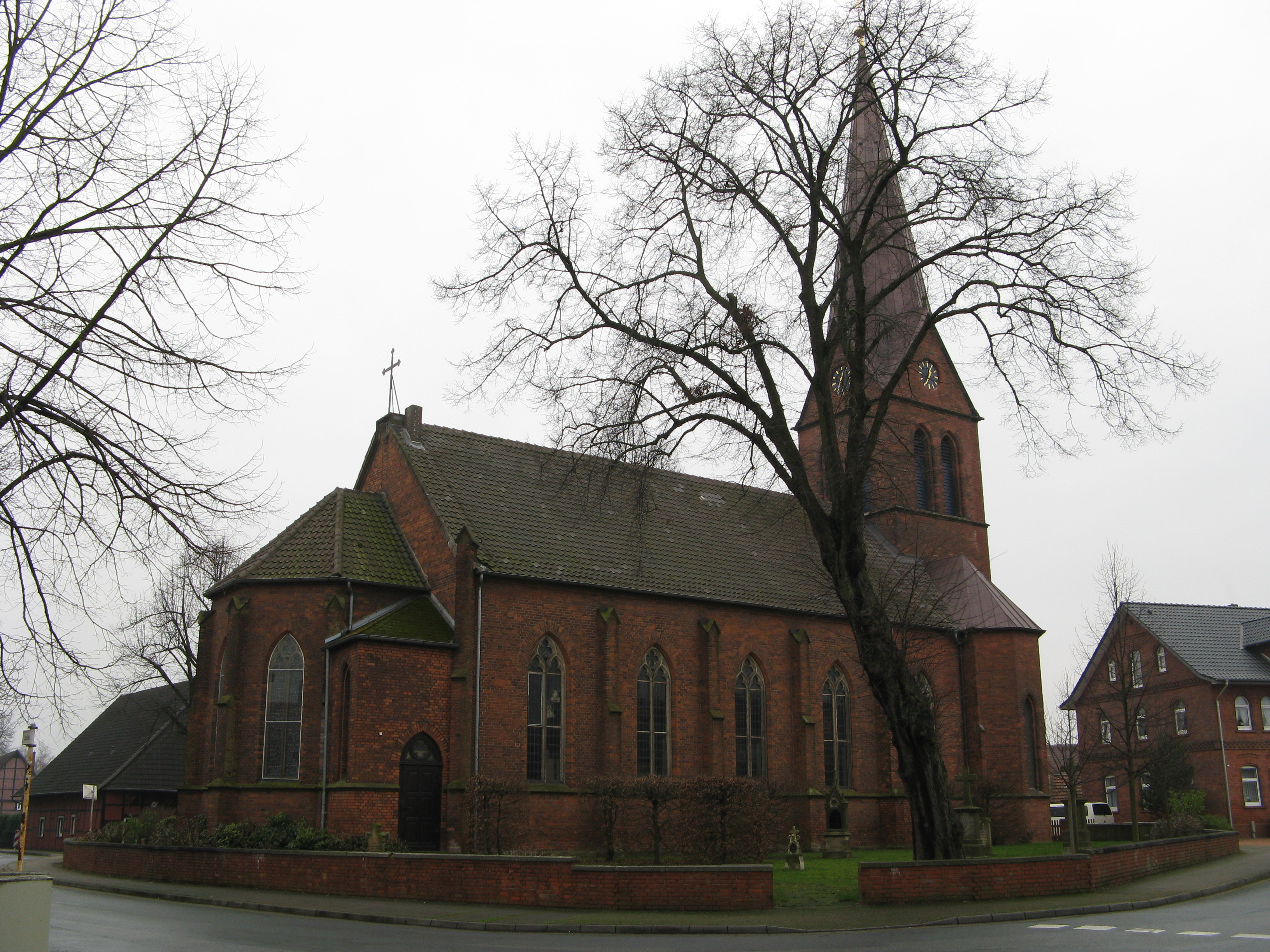
St. Peter und Paul in Dankersen
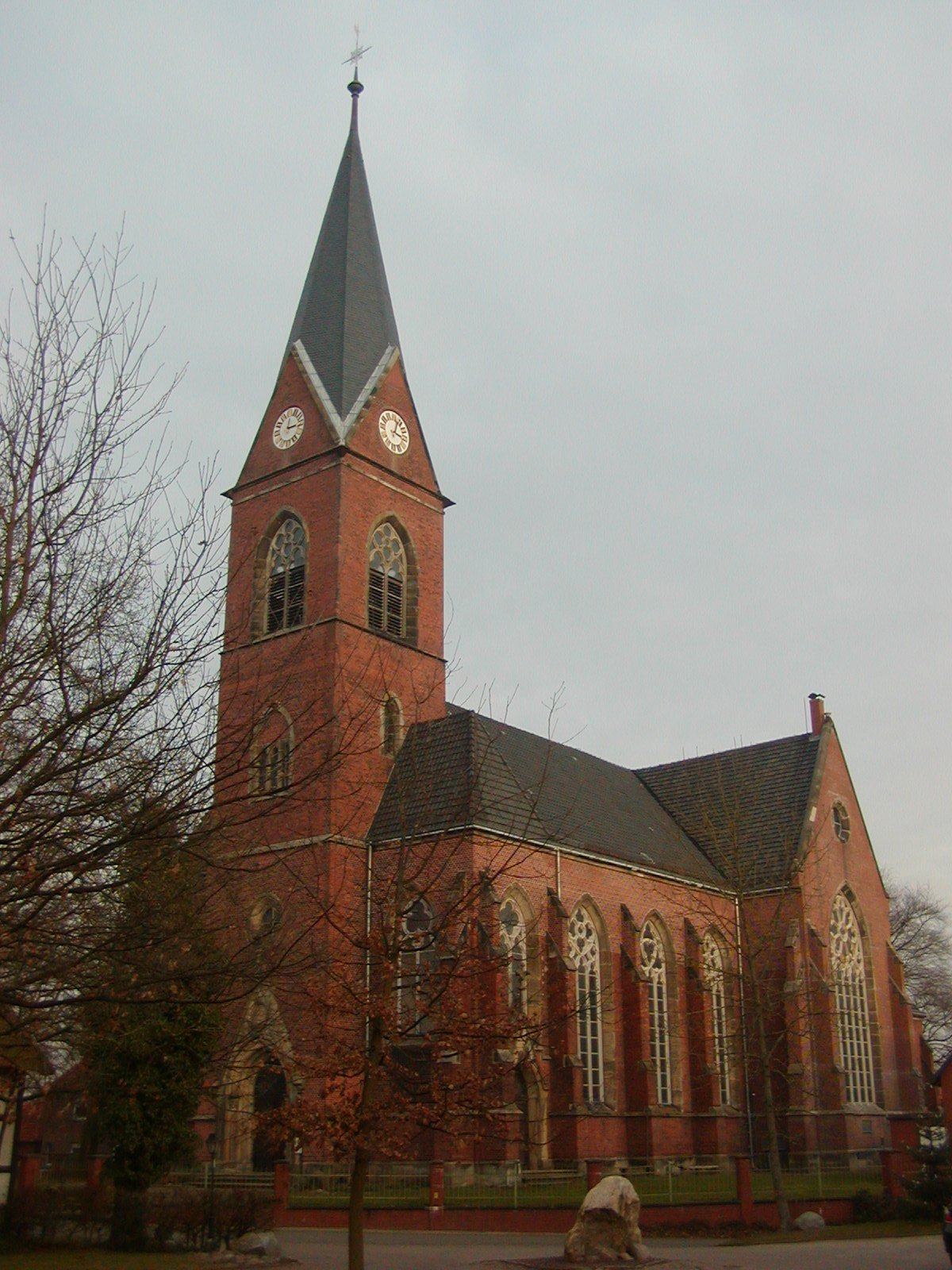
Evangelische Kirche in Lahde
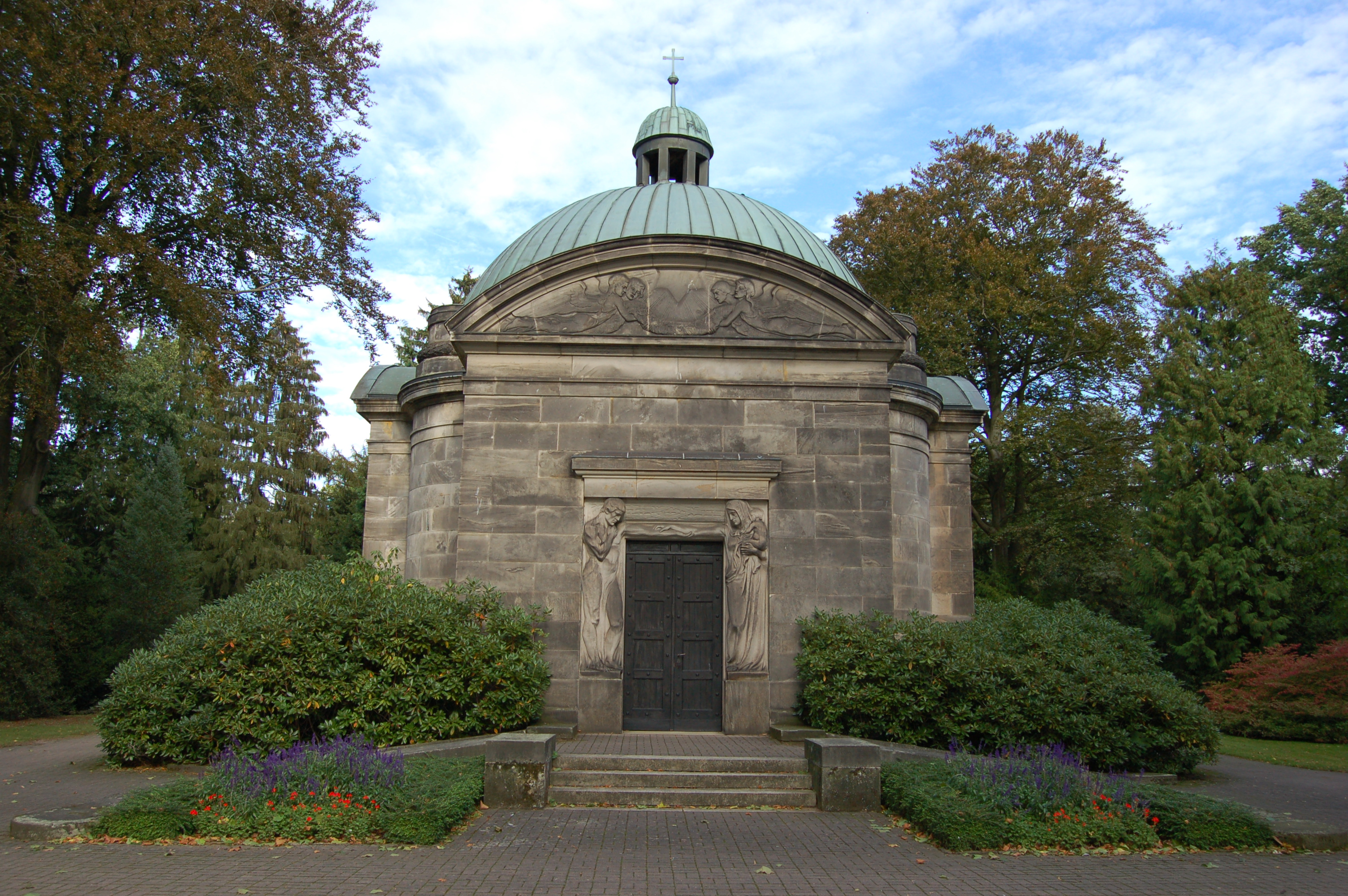
Kapelle auf dem Mindener Nordfriedhof
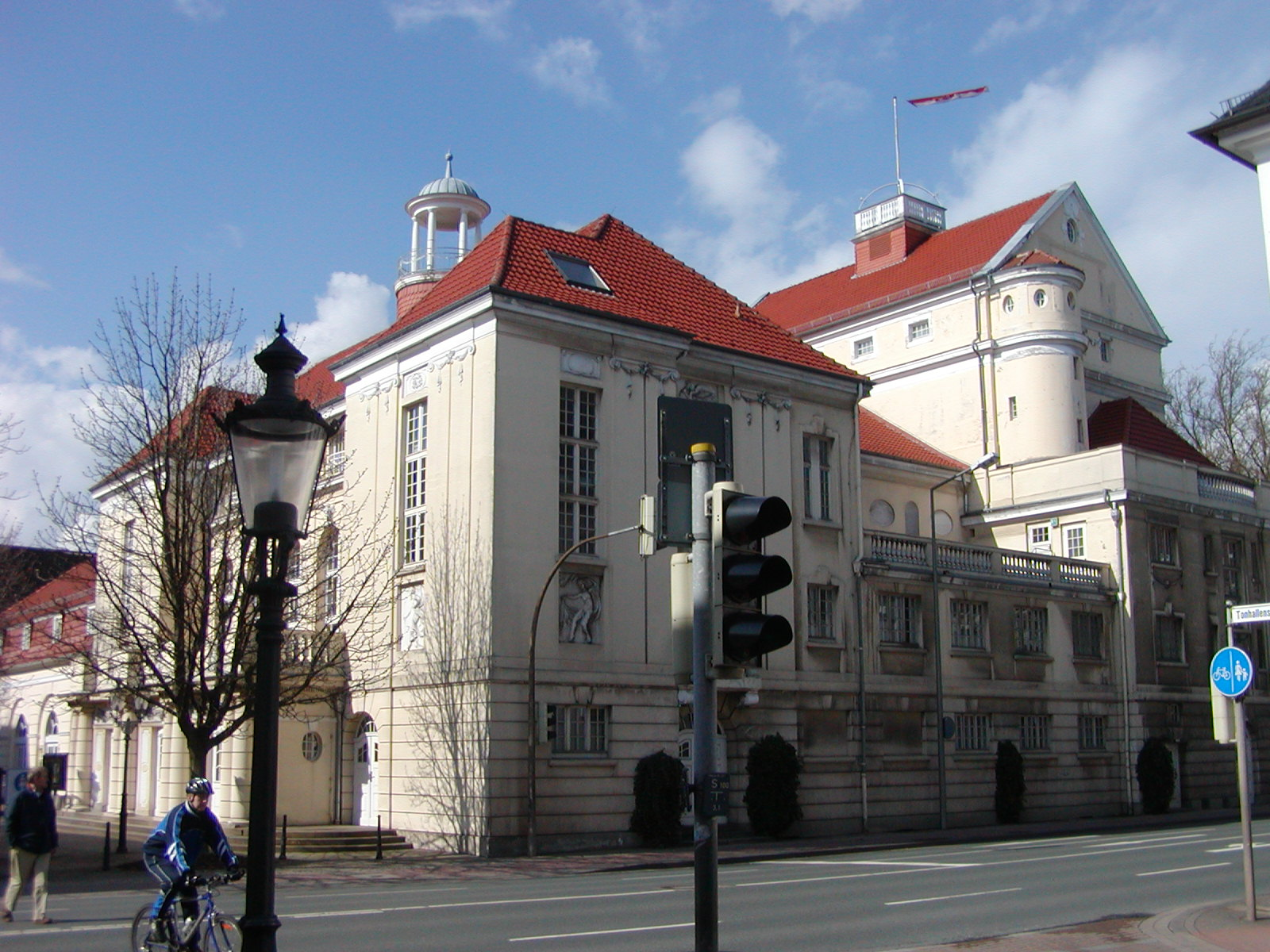
Stadttheater in Minden
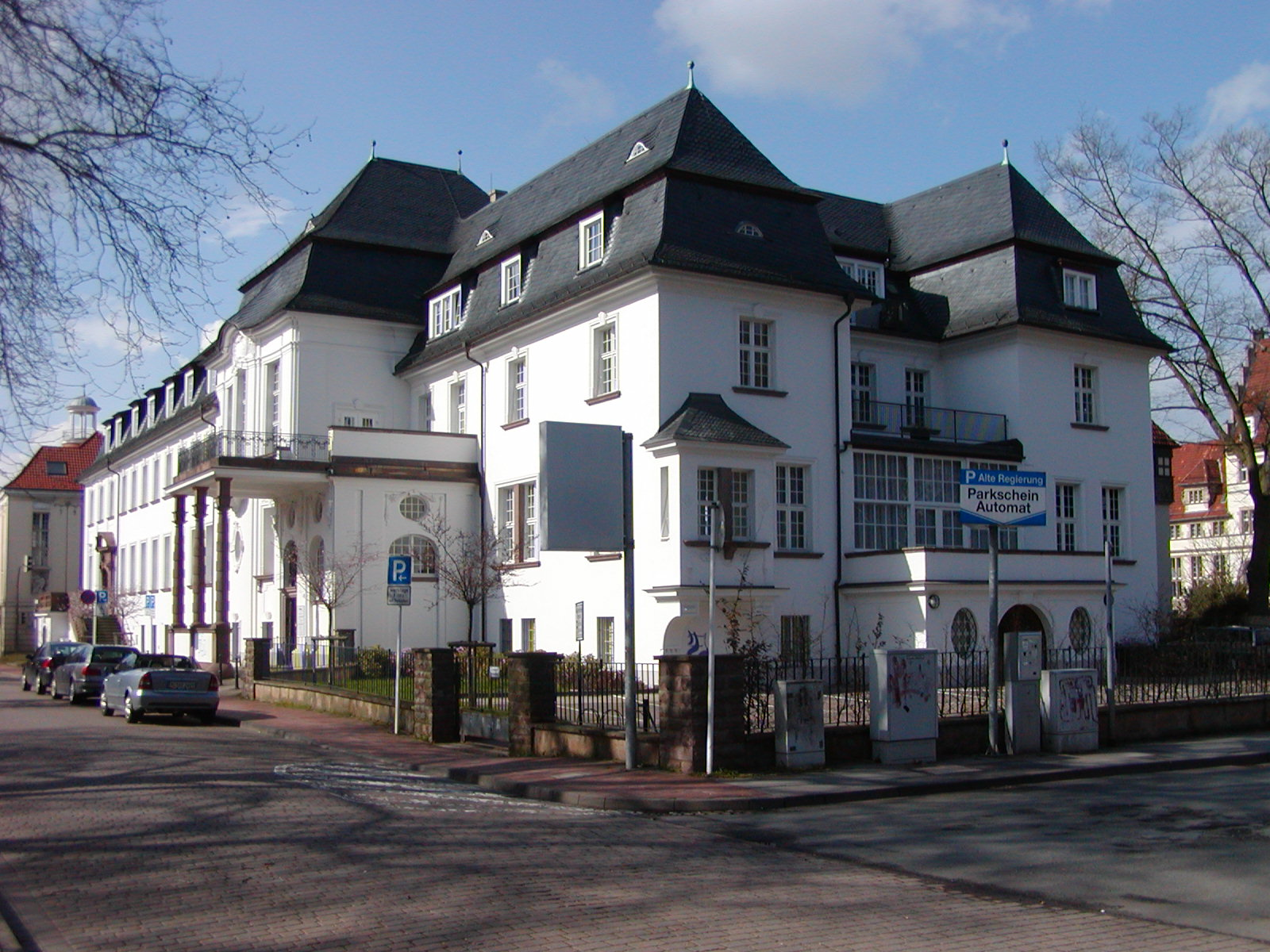
Altes Kreishaus in Minden